# بيغي فيلان
بيغي فيلان (بالإنجليزية: Peggy Phelan)‏ هي نسوية ‏ أمريكية، ولدت في 12 يونيو 1948.